# Palmitos Park
Palmitos Park è un parco tematico situato nell'isola di Gran Canaria, che presenta un'ampia varietà di flora e di fauna tropicali e si estende per circa 200 000 m².

## Caratteristiche

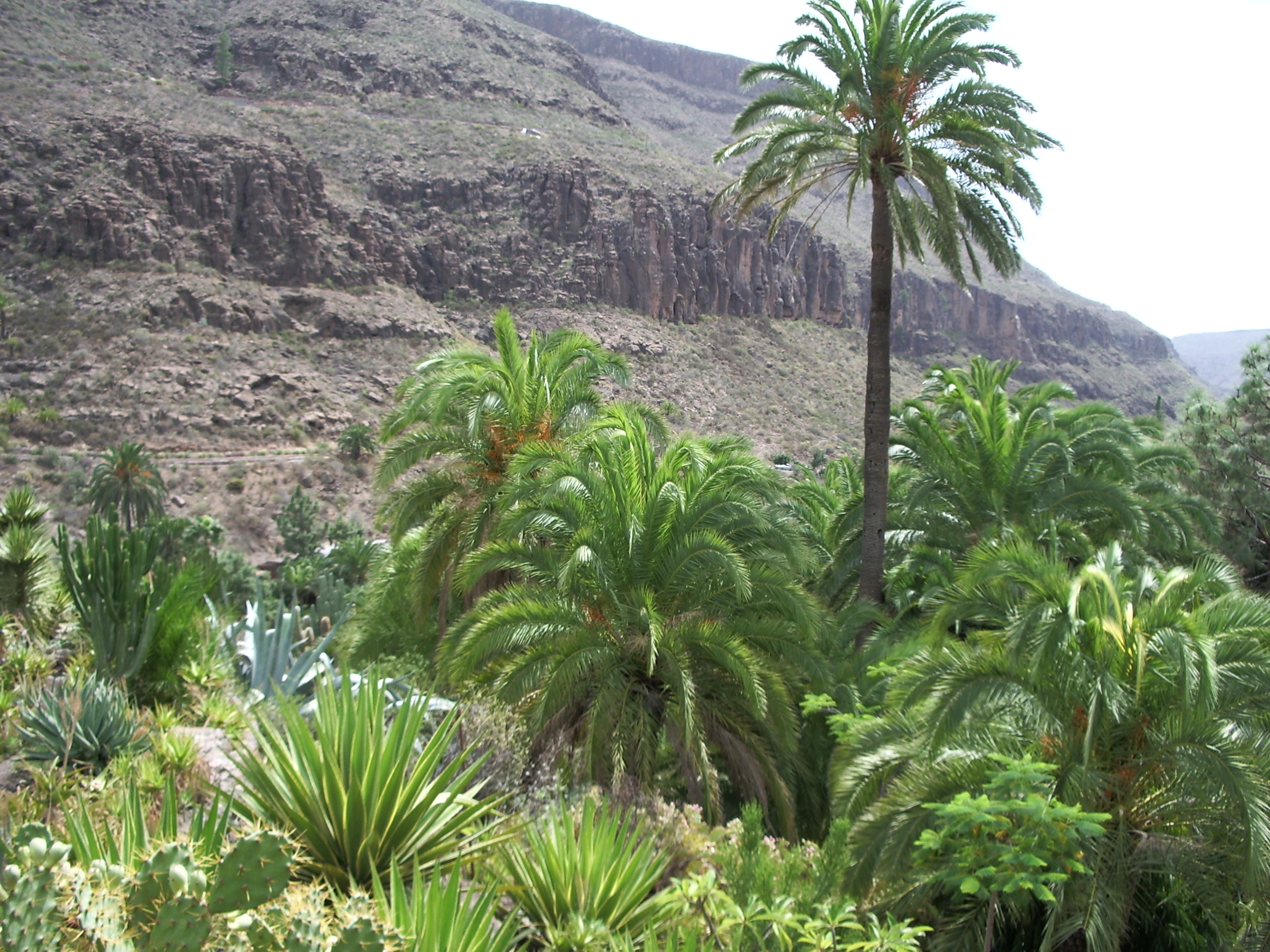
Palmitos Park

Questo parco naturalistico ed esotico è geograficamente collocato nella parte sud dell'isola, sotto il municipio di San Bartolomé de Tirajana, nella frazione di Maspalomas. Tra le principali specie faunistiche che popolano questo parco vi sono molti uccelli, tra cui rapaci come le aquile e tipici uccelli tropicali come i pappagalli.
Particolare caratteristica di Palmitos Park sono le frequenti esibizioni che vengono messe in scena per intrattenere il pubblico. Tra di queste molto divertenti sono le 'commedie' con i pappagalli e lo spettacolo di volo acrobatico delle aquile.
Altre specie faunistiche presenti all'interno del parco sono i pesci tropicali, alcuni rettili come il caimano, e vari primati come il gibbone, nonché marsupiali come il canguro. A Palmitos Park è però presente anche la flora tipica delle isole Canarie, tra cui spicca certamente un particolare tipo di palma chiamata Drago, la palma da dattero, e altre piante caratteristiche delle isole Canarie.